# Церква Різдва Пресвятої Богородиці (Гуштин)
Церква Різдва Пресвятої Богородиці в Гуштині — парафія і храм греко-католицької громади Борщівського деканату Бучацької єпархії Української греко-католицької церкви в селі Гуштин Чортківського району Тернопільської области.

## Історія церкви
Гуштинська церква була збудована з дерев'яних карпатських колод. У 1929 році її купили в розібраному вигляді на Закарпатті, і майже два роки її перевозили підводами. Збирали церкву місцеві майстри, а освячення відбулося 21 вересня 1934 року, на свято Різдва Пресвятої Богородиці. Богослужіння з того часу проводив отець Ярослав Луцик.
Коли в селі спалахнула епідемія тифу, о. Ярослав Луцик (парох Бурдяківців та Гуштина) і церковне братство виготовили дерев'яний хрест, обнесли його навколо села та встановили на виїзді. У 1993 році хрест оновили, і біля нього досі проводять молебні до Серця Христового.
До 1946 року парафія і храм були греко-католицькими.
У 1946—1957 роках вони підпорядковувалися РПЦ.
З 1957 по 1970 рік церкву закрила державна влада, а релігійну громаду зняли з реєстрації.
У 1970 році богослужіння відновилися в підпорядкуванні РПЦ. У цей час до церкви зробили добудови з двох боків.
З 1990 року парафія і церква знову повернулися в лоно УГКЦ.
У 1995 році відбулася Свята Місія, проведена отцями Василіянами з Кристинопільського монастиря. Вона дала покликання до чернечого життя парафіянину Михайлу Яворському.
У 1991 році о. Микола Подущак освятив капличку, збудовану за кошти Йосафати Боднар та її синів Василя, Ярослава й Михайла. Художник Петро Стадник безкоштовно виконав внутрішнє оздоблення та розпис ікон. Біля каплиці о. Олег проводить освячення води.
У 1997 році заклали та освятили наріжний камінь для нової церкви. Будівництво розпочав бригадир Домінік Гриба, а після його смерті — Петро Маковський.
У 2000 році художники Орест Боднаровський та його син Едуард відреставрували стару церкву та ікони після пожежі.
У 2014 році завершили будівництво нової п'ятикупольної церкви.
При парафії діють: братство «Апостольство молитви» і Вівтарна дружина. Катехизу проводить священник.

## Парохи
- о. Юрія Стеблини (1988—1989),
- о. Микола Подущак (1990—1991),
- о. Михайло Друзик (1991),
- о. Володимир Дутка (1991—1993),
- о. Іван Сабала (1993—1994),
- о. Олег Сушельницький (з 27 листопада 1994).